# Krużyki
Krużyki (ukr. Кружики) – wieś na Ukrainie w rejonie samborskim należącym do obwodu lwowskiego, nad Dniestrem.
Pod koniec XIX w. we wsi istniała karczma o nazwie Wydra.